# Drepanophycales
Die Drepanophycales sind die älteste Gruppe der Bärlapppflanzen (Lycopodiopsida) und nur aus dem Devon bekannt.

## Merkmale
Die Drepanophycales waren wahrscheinlich krautige Pflanzen. Die aufrecht stehenden Achsen haben eine exarche Reifung des primären Xylems. An den Achsen stehen schraubig angeordnete Anhängsel, die manchmal annähernd quirlständig sind. Diese Anhängsel sind entweder frei von Leitbündeln oder teilweise von Leitbündeln durchzogen: Das Bündel reicht in den proximalen Teil, zieht aber nicht durch die ganze Struktur. Sie entsprechen damit Mikrophyllen eher als echten Blättern. Die Anhänge sind im Gegensatz zu denen der Protolepidodendrales an den Spitzen nicht dichotom verzweigt. 
Die Sporangien standen wohl nicht in Zapfen zusammen. Sie stehen auch nicht adaxial auf den Sporophyllen wie bei anderen Bärlapppflanzen, sondern entspringen direkt der Sprossachse knapp über einem Anhängsel, also axial. Alle Vertreter sind homospor, bilden also nur eine Sorte von Sporen.

## Systematik
Die Drepanophycales sind die älteste bekannte Gruppe der Bärlapppflanzen. Manchmal werden sie auch als Übergangsgruppe von den Zosterophyllophyta zu den Echten Bärlapppflanzen angesehen. Sie besitzen noch nicht alle typischen Merkmale der Bärlapppflanzen. In der kladistischen Analyse von Kendrick und Crane (1997) stehen die von ihnen untersuchten Vertreter an der Basis der Bärlapppflanzen.
Taylor, Taylor und Krings (2009) führen folgende Gattungen auf:
- Asteroxylon ist eine der charakteristischen Pflanzen des Rhynie Chert.
- Baragwanathia ist etwa aus den silurisch-devonischen Gesteinen Australiens bekannt und damit eine der ältesten Bärlapppflanzen.
- Drepanophycus ist eine schlecht umrissene Gattung mit sichelförmigen Anhängseln.
- Halleophyton ähnelt morphologisch Drepanophycus, die Blattbasen sind rhomboid bis sechseckig, die Sporangien öffnen sich mit zwei gleich großen Klappen. Sie stammt aus dem frühen Devon Chinas.
- Haplostigma mit Haplostigma baldisii besitzt Mikrophyll-artige Anhängsel, die einfach sind und annähernd sechseckige Basen besitzen.
- Haskinsia wurde früher zu Drepanophycus gestellt. Die schraubig angeordneten Anhängsel sind sichelförmig und rund 3 mm lang. Das Metaxylem besteht aus verschiedenen Formen von Hoftüpfeln. Bei Haskinsia hastata sind die Anhängsel in Pseudoquirlen angeordnet und rund 5 mm lang. Die Sporangien sind kugelig.
- Hestia eremosa ist recht ursprünglich, ihre systematische Stellung ist unsicher. Sie wurde aus dem Mississippium der Oxroad Bay, East Lothian (Schottland) beschrieben. Die Sprossachsen besitzen eine sternförmige Stele, Leitertracheiden
- Smeadia aus dem Oberen Devon des Cleveland Shale von Ohio vereinigt Merkmale mehrerer Bärlapp-Gruppen: Sie war krautig mit einer Siphonostele und spiralig angeordneten Blättern. Am distalen Ende stand ein aufrechter Zapfen, in dessen Sporangien trilete Sporen von 40 bis 80 µm Durchmesser gebildet wurden.

## Belege
- Thomas N. Taylor, Edith L. Taylor, Michael Krings: Paleobotany. The Biology and Evolution of Fossil Plants. Second Edition, Academic Press 2009, ISBN 978-0-12-373972-8. S. 268–271.